# Krithe setosa
Krithe setosa is een mosselkreeftjessoort uit de familie van de Krithidae. De wetenschappelijke naam van de soort is voor het eerst geldig gepubliceerd in 1961 door Rudjakov.